# Jan van Berkel
Pour les articles homonymes, voir Berkel (homonymie).
Jan van Berkel né le 27 mars 1986 à Bülach en Suisse est un triathlète et duathlète professionnel, vainqueur sur distance Ironman 70.3.

## Palmarès
Le tableau présente les résultats les plus significatifs (podium) obtenus sur le circuit national et international de triathlon et de duathlon depuis 2010,.
| Année | Compétition                               | Pays                | Position           | Temps           |
| ----- | ----------------------------------------- | ------------------- | ------------------ | --------------- |
| 2023  | Ironman Nouvelle-Zélande                  | Nouvelle-Zélande    | Médaille de bronze | 7 h 10 min 21 s |
| 2023  | Ironman Suisse                            | Suisse              | Médaille d'or      | 8 h 5 min 1 s   |
| 2022  | Inferno Triathlon                         | Suisse              | Médaille d'or      | 9 h 9 min 35 s  |
| 2022  | Ironman Mexique                           | Mexique             | Médaille d'argent  | 7 h 53 min 19 s |
| 2021  | Ironman Tulsa                             | Suisse              | Médaille d'argent  | 7 h 50 min 57 s |
| 2021  | Ironman Suisse                            | Suisse              | Médaille d'or      | 7 h 39 min 40 s |
| 2019  | Ironman Suisse                            | Suisse              | Médaille d'or      | 8 h 17 min 4 s  |
| 2018  | Ironman Suisse                            | Suisse              | Médaille d'or      | 8 h 9 min 18 s  |
| 2017  | Ironman Suisse                            | Suisse              | Médaille de bronze | 8 h 26 min 51 s |
| 2016  | Inferno Triathlon                         | Suisse              | Médaille d'or      | 9 h 6 min 46 s  |
| 2016  | Ironman Suisse                            | Suisse              | Médaille de bronze | 8 h 29 min 12 s |
| 2015  | Ironman 70.3 Pays d'Aix                   | France              | Médaille de bronze | 3 h 59 min 30 s |
| 2015  | Ironman 70.3 Suisse                       | Suisse              | Médaille de bronze | 3 h 53 min 38 s |
| 2015  | Ironman 70.3 Autriche                     | Autriche            | Médaille de bronze | 3 h 56 min 14 s |
| 2015  | Inferno Triathlon                         | Suisse              | Médaille d'argent  | 9 h 5 min 28 s  |
| 2015  | Ironman Suisse                            | Suisse              | Médaille d'argent  | 8 h 28 min 57 s |
| 2014  | Rheintal Duathlon                         | Suisse              | Médaille d'or      | 0 h 51 min 19 s |
| 2012  | Ironman 70.3 Ireland                      | Irlande             | Médaille d'or      | 3 h 54 min 35 s |
| 2012  | Ironman 70.3 Miami                        | États-Unis          | Médaille d'argent  | 3 h 43 min 52 s |
| 2012  | Ironman Suisse                            | Suisse              | Médaille d'argent  | 8 h 32 min 27 s |
| 2011  | Coupe Panaméricaine - l'étape de Mazatlán | Mexique             | Médaille d'or      | 1 h 54 min 38 s |
| 2011  | Coupe Panaméricaine - l'étape de Lima     | Pérou               | Médaille d'or      | 1 h 52 min 16 s |
| 2010  | Abu Dhabi International CD                | Émirats arabes unis | Médaille d'or      | Timing          |